# Zeravani SC
Zeravani Sports Club (em árabe: نادي زيرفاني, em curdo:  نادي زێره‌ڤانى) é um clube esportivo da cidade de Dohuk, no Curdistão Iraquiano.
O time contou em 2017-18 com o brasileiro Thiago Amaral no elenco.

## História
Foi formado em 2010, a partir do extinto Peris FC, que jogou a liga iraquiana até 2009-10. Seu principal rival é o Dohuk Sports Club.